# Miki Yamada
Miki Yamada (山田美樹, Yamada Miki), née le 15 mars 1974, est une femme politique japonaise, représentant la préfecture de Tokyo à la Chambre des représentants du Japon pour le Parti libéral-démocrate japonais. Elle est nommée en 2015 dans le gouvernement Abe au poste de secrétaire parlementaire chargée des affaires étrangères.

## Carrière électorale
Elle se présente pour la première fois aux élections législatives japonaises en 2012, dans la première circonscription de Tokyo. Avec le soutien du Parti libéral-démocrate et de Kaoru Yosano, membre du gouvernement Aso, elle s'oppose à l'ancien ministre des Finances et président du Parti démocrate du Japon Banri Kaieda. Elle remporte l'élection d'une courte marge.
Elle se représente à sa succession en 2014, toujours opposée à Banri Keida, et remporte à nouveau le scrutin. Elle se présente à nouveau en 2017, mais échoue cette fois face à Keida. Elle est néanmoins élue à la Diète pour un troisième mandat grâce au scrutin proportionnel.
En 2021, elle se présente à nouveau dans la première circonscription de Tokyo, toujours opposée à Banri Keida, et remporte cette fois ci l'élection, entamant ainsi son quatrième mandat. Lors des élections législatives de 2024, alors que son parti est fragilisé, elle perd le scrutin. Punie par son parti pour avoir été mêlée à un scandale de détournement de fonds, elle ne bénéficie pas de la relance proportionnelle et quitte la Diète.

## Prises de positions
Elle est pour une réforme de la constitution japonaise, qui empêche le pays de posséder une armée, ainsi que pour la promulgation de la loi japonaise de 2015 sur les Forces japonaises d'autodéfense. D'un point de vue économique, elle est favorable à la politique des Abenomics, et à l'inclusion du Japon dans l'accord de partenariat transpacifique.